# Espaliu e Sant Marçau
Espaly-Saint-Marcel és un municipi francès situat al departament de l'Alt Loira i a la regió d'Alvèrnia-Roine-Alps. L'any 2007 tenia 3.627 habitants.

## Demografia

### Població
El 2007 la població de fet d'Espaly-Saint-Marcel era de 3.627 persones. Hi havia 1.551 famílies de les quals 534 eren unipersonals (232 homes vivint sols i 302 dones vivint soles), 442 parelles sense fills, 441 parelles amb fills i 134 famílies monoparentals amb fills.
La població ha evolucionat segons el següent gràfic:
Habitants censats

### Habitatges
El 2007 hi havia 1.794 habitatges, 1.595 eren l'habitatge principal de la família, 39 eren segones residències i 160 estaven desocupats. 1.116 eren cases i 670 eren apartaments. Dels 1.595 habitatges principals, 950 estaven ocupats pels seus propietaris, 607 estaven llogats i ocupats pels llogaters i 38 estaven cedits a títol gratuït; 23 tenien una cambra, 131 en tenien dues, 344 en tenien tres, 489 en tenien quatre i 608 en tenien cinc o més. 1.139 habitatges disposaven pel capbaix d'una plaça de pàrquing. A 799 habitatges hi havia un automòbil i a 542 n'hi havia dos o més.

### Piràmide de població
La piràmide de població per edats i sexe el 2009 era:
| Homes | Edats   | Dones |
| ----- | ------- | ----- |
| 0     | 95 o +  | 0     |
| 0     | 90 a 94 | 12    |
| 20    | 85 a 89 | 36    |
| 28    | 80 a 84 | 36    |
| 68    | 75 a 79 | 80    |
| 84    | 70 a 74 | 92    |
| 116   | 65 a 69 | 116   |
| 76    | 60 a 64 | 120   |
| 84    | 55 a 59 | 108   |
| 144   | 50 a 54 | 124   |
| 132   | 45 a 49 | 144   |
| 108   | 40 a 44 | 144   |
| 128   | 35 a 39 | 140   |
| 112   | 30 a 34 | 92    |
| 48    | 25 a 29 | 120   |
| 96    | 20 a 24 | 68    |
| 124   | 15 a 19 | 132   |
| 140   | 10 a 14 | 120   |
| 104   | 5 a 9   | 112   |
| 84    | 0 a 4   | 68    |

## Economia
El 2007 la població en edat de treballar era de 2.238 persones, 1.610 eren actives i 628 eren inactives. De les 1.610 persones actives 1.442 estaven ocupades (744 homes i 698 dones) i 168 estaven aturades (86 homes i 82 dones). De les 628 persones inactives 204 estaven jubilades, 223 estaven estudiant i 201 estaven classificades com a «altres inactius».

### Ingressos
El 2009 a Espaly-Saint-Marcel hi havia 1.580 unitats fiscals que integraven 3.623,5 persones, la mediana anual d'ingressos fiscals per persona era de 17.578 €.

### Activitats econòmiques
Dels 130 establiments que hi havia el 2007, 8 eren d'empreses extractives, 4 d'empreses alimentàries, 4 d'empreses de fabricació de material elèctric, 10 d'empreses de fabricació d'altres productes industrials, 24 d'empreses de construcció, 24 d'empreses de comerç i reparació d'automòbils, 7 d'empreses de transport, 13 d'empreses d'hostatgeria i restauració, 3 d'empreses financeres, 7 d'empreses immobiliàries, 5 d'empreses de serveis, 15 d'entitats de l'administració pública i 6 d'empreses classificades com a «altres activitats de serveis».
Dels 37 establiments de servei als particulars que hi havia el 2009, 1 era una oficina de correu, 1 una oficina bancària, 1 funerària, 5 tallers de reparació d'automòbils i de material agrícola, 1 autoescola, 5 paletes, 5 guixaires pintors, 3 fusteries, 3 lampisteries, 2 electricistes, 1 empresa de construcció, 2 perruqueries, 6 restaurants i 1 tintoreria.
Dels 5 establiments comercials que hi havia el 2009, 1 era una botiga de menys de 120 m², 2 fleques, 1 una carnisseria i 1 una floristeria.
L'any 2000 a Espaly-Saint-Marcel hi havia 12 explotacions agrícoles que ocupaven un total de 220 hectàrees.

## Equipaments sanitaris i escolars
L'únic equipament sanitari que hi havia el 2009 era una farmàcia.
El 2009 hi havia 1 escola maternal i 2 escoles elementals. Espaly-Saint-Marcel disposava d'un liceu tecnològic amb 168 alumnes.

## Poblacions més properes
El següent diagrama mostra les poblacions més properes.